# Taste the Nation with Padma Lakshmi
Taste the Nation with Padma Lakshmi, ou simplesmente Taste the Nation, é uma docussérie americana de viagens e culinária lançada no Hulu em 19 de junho de 2020. É estrelado por Padma Lakshmi e a segue em suas viagens pelos Estados Unidos para aprender sobre uma comida e cultura específica em cada cidade.
Em agosto de 2020, o Hulu renovou o programa para uma segunda temporada, que consistiria em 10 episódios. A segunda temporada de quatro episódios, nomeada como Taste the Nation: Holiday Edition, estrou no Hulu em 4 de novembro de 2021.

## Episódios

### Resumo da série
| Temporada | Temporada | Episódios | Episódios | Originalmente lançado |
| --------- | --------- | --------- | --------- | --------------------- |
|           | 1         | 10        | 10        | 19 de junho de 2020   |
|           | 2         | 4         | 4         | 4 de novembro de 2021 |

### 1.ª temporada (2020)
| N.º na série | N.º na temp. | Título                      | Local                 | Comida/Cultura   | Lançamento          |
| ------------ | ------------ | --------------------------- | --------------------- | ---------------- | ------------------- |
| 1            | 1            | "Burritos at the Border"    | El Paso               | Mexicana         | 19 de junho de 2020 |
| 2            | 2            | "The All American Weiner"   | Milwaukee             | Alemã            | 19 de junho de 2020 |
| 3            | 3            | "Don't Mind if I Dosa"      | Cidade de Nova York   | Indiana          | 19 de junho de 2020 |
| 4            | 4            | "The Gullah Way"            | Carolina do Sul       | Gullah Geechee   | 19 de junho de 2020 |
| 5            | 5            | "What is Chop Suey Anyway?" | São Francisco         | Chinesa          | 19 de junho de 2020 |
| 6            | 6            | "Where the Kebob Is Hot"    | Los Angeles           | Persa            | 19 de junho de 2020 |
| 7            | 7            | "The Original Americans"    | Arizona               | Nativo-americana | 19 de junho de 2020 |
| 8            | 8            | "Dancing In Little Lima"    | Paterson, Nova Jersey | Peruana          | 19 de junho de 2020 |
| 9            | 9            | "The Pad Thai Gamble"       | Las Vegas             | Tailandesa       | 19 de junho de 2020 |
| 10           | 10           | "Zen and the Art of Poke"   | Honolulu              | Japonesa         | 19 de junho de 2020 |

### 2.ª temporada (2021)
| N.º na série | N.º na temp. | Título                      | Local                        | Comida/Cultura | Lançamento            |
| ------------ | ------------ | --------------------------- | ---------------------------- | -------------- | --------------------- |
| 11           | 1            | "Happy Challah Days"        | Lower East Side              | Judia          | 4 de novembro de 2021 |
| 12           | 2            | "Truth and the Turkey Tale" | Cabo Cod e Martha's Vineyard | Wampanoag      | 4 de novembro de 2021 |
| 13           | 3            | "Mojo-ho Christmas"         | Miami                        | Cubana         | 4 de novembro de 2021 |
| 14           | 4            | "K-Town Countdown"          | Los Angeles                  | Coreana        | 4 de novembro de 2021 |